# Imoulass

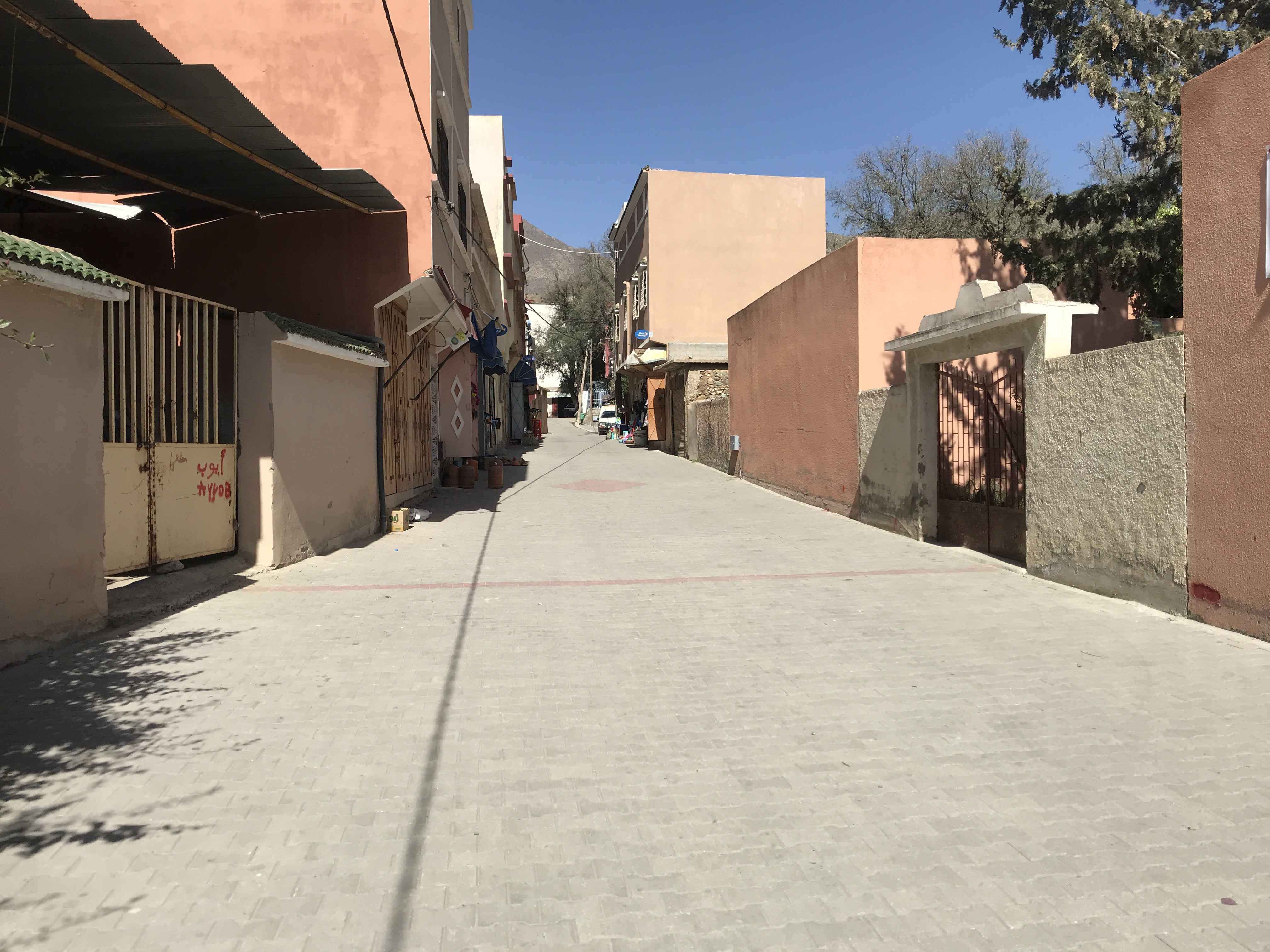
Imoulass

Imoulass (àrab إيمولاس) és una comuna rural de la província de Taroudant de la regió de Souss-Massa. Segons el cens de 2014 tenia una població total de 8.388 persones.